# Punta del Este Challenger 1993
Il Punta del Este Challenger 1993 è stato un torneo di tennis facente parte della categoria ATP Challenger Series nell'ambito dell'ATP Challenger Series 1993. Il torneo si è giocato a Punta del Este in Uruguay dal 1 al 7 febbraio 1993 su campi in terra rossa.

## Vincitori

### Singolare
Javier Frana ha battuto in finale  Gabriel Markus con il punteggio di 4–6, 6–2, 7–6

### Doppio
Jean-Philippe Fleurian /  Mark Koevermans hanno battuto in finale  William Kyriakos /  Fernando Meligeni con il punteggio di 6–4, 6–1